# Blountsville (Indiana)
Pour les articles homonymes, voir Blountsville.
Blountsville est une municipalité américaine située dans le comté de Henry en Indiana.
Lors du recensement de 2010, sa population est de 134 habitants. La municipalité s'étend alors sur une superficie de 0,11 mille carré (0,28 km2).
La localité est fondée en 1832 sur les terres d'Andrew D. Blount.